# Ружица Чавић
Ружица Чавић (Бања Лука), је српска певачица поп музике. 

## Биографија
Ружица Чавић је рођена 7. децембра 1971. године у Бањалуци. Одрасла је у Новом Саду, а удата у Чачку. Каријеру је започела у бенду Немогуће вруће (са њима је издала три албума), да би од двехиљадитих година квалитетним вокалом и хитовима Мито, бекријо и Све ја то поштујем оставила траг на домаћој музичкој сцени. Певала је и освајала награде на многим фестивалима, увек се враћајући својој Бањој Луци. 
2001. године, на фестивалу Voice of Asia у Алма Ати осваја прво место. Из медија се повлачи средином 2005. године. Иницијатор је сарадње зване Оне три, са Мајом Татић и Свјетланом Цецом Видовић и аутор је њихове прве песме Прва од оне три, која је промовисана крајем 2017. године. 
Живи у срећном браку са колегом - музичарем Ненадом Томићевићем и сином Павлом, чијим рођењем је и одлучила да се повуче са естраде ради окупљања породице и посвећености васпитавању детета. 

## Фестивали
БиХ избор за Евросонг:
- Опрости ми, треће место, 2001
- Ружа без трна, 2005

Пјесма Медитерана, Будва:
- Ово је моја ноћ, 2000

Voice of Asia, Алма Ата:
- Песма боема (Мито, бекријо), победница фестивала, 2001

Мирис Медитерана, Котор:
- Месечева песма, награда за аранжман, 2001

Зрењанин:
- Сан, 2001

 Фестивал војничких песама и корачница, Београд:
- Хоризонти, 2001

Бања Лука:
- Све ја то поштујем (Вече забавне музике) 2002
- Пусти ме (Вече забавне музике), прва награда, 2003

Радијски фестивал, Србија:
- Вучица, 2004

Сунчане скале, Херцег Нови:
- Не троши срце (дует са Весном Благојевић Глориом), 2004

Врњачка Бања:
- Кад' те љубав баци на колена, 2006

## Дискографија

### Албуми
- 2000: У потрази
- 2002: Дискретна